# Tagtraum
Tagtraum – 4 wydanie DVD Schillera. Wydanie obejmuje 2 płyty DVD. Pierwsza zawiera 5 nowych utworów (wraz z teledyskami), które stanowią mini-album "Tagtraum". Na płycie znajdują się też materiały z planu zdjęciowego, dokument video z podróży: Berlin – Ateny oraz dodatkowe teledyski. Druga płyta to 120 minutowy zapis koncertu Schillera z dźwiękiem zapisanym w systemie Dolby Digital i DTS. Edycja limitowana zawiera dodatkowo płytę CD z nagraniami z tournée po Niemczech "Tag und Nacht".

## Lista utworów

### DVD 1
- nowe utwory

1. Lichter – 5:08
2. Drifting And Dreaming – 4:21
3. Sun Meets Moon – 4:35
4. Tagtraum – 5:12
5. Das Meer – 4:56

- Berlin – Athen: Die Dokumentation (26:54)

- teledyski

1. Die Nacht... Du Bist Nicht Allein (4:20)
2. Der Tag... Du Bist Erwacht (4:10)
3. Der Tag... Du Bist Erwacht (Orchesterversion) (4:10)
4. I Miss You (4:30)

- Einblicke: Die Making Of's (zdjęcia z planu) – 26:32

- Fotoalbum

### DVD 2
1. Willkommen – 1:06
2. Nachtflug – 6:59
3. Morgentau – 4:03
4. Drifting and Dreaming (mit Jette von Roth) – 4:23
5. What's Coming (mit Jette von Roth) – 4:32
6. Schiller – 7:20
7. I Saved You (mit Kim Sanders) – 4:34
8. I Know  (mit Kim Sanders) – 5:08
9. Distance (mit Kim Sanders) – 7:20
10. Feuerwerk – 6:10
11. Irrlicht – 5:58
12. Sleepy Storm (mit Jette von Roth) – 5:20
13. Der Tag...Du Bist Erwacht (mit Jette von Roth) – 4:18
14. Ruhe – 4:08
15. Falling (mit Moya Brennan) – 6:15
16. Miles and Miles (mit Moya Brennan) – 4:50
17. Berlin Bombay – 6:10
18. Dream of You (mit Heppner) – 4:56
19. Leben...I Feel You (mit Heppner) – 5:45
20. Ein Schöner Tag – 5:20
21. Die Nacht...Du Bist Nicht Allein (mit Thomas D) – 5:18
22. Das Glockenspiel – 6:45